# Вълна (ракета)
Вижте пояснителната страница за други значения на Вълна.
Вълна е руска течногоривна ракета носител, която е активно на служба и като балистична ракета (Р-29Р), изстрелвана от подводница. В отсека за бойната глава се инсталира товара, който за суборбитален полет може да бъде между 400 и 720 кг в зависимост от това дали товарът ще бъде възвърнат след навлизане в атмосферата, или ще изгори. Към ракетата може да бъде добавена допълнителна четвърта степен, което прави възможно изстрелването на товари в орбита. Изстреляна от Баренцово море с четвърта степен, ракетата може да изведе товар с маса 100 кг в орбита с височина 400 км при 79 градуса инклинация спрямо екватора.

## Полети
| № | Дата            | Конфигурация | Място на изстрелване | Подводница-ракетоносец | Товар              | Орбита       | Резултат         |
| - | --------------- | ------------ | -------------------- | ---------------------- | ------------------ | ------------ | ---------------- |
| 1 | 7 юни 1995      | Вълна        | Баренцово море       |                        | TCM                | Суборбитална | Успех            |
| 2 | 20 юли 2001     | Вълна        | Баренцово море       | K-496 Борисоглебск     | Cosmos-Test / IRDT | Суборбитална | Частичен неуспех |
| 3 | 12 юли 2002     | Вълна        | Баренцово море       | K-44 Рязан             | IRDT 2             | Суборбитална | Частичен неуспех |
| 4 | 21 юни 2005     | Вълна-О      | Баренцово море       | K-496 Борисоглебск     | Космос-1           | НЗО          | Неуспех          |
| 5 | 6 октомври 2005 | Вълна        | Баренцово море       | K-496 Борисоглебск     | IRDT 2R            | Суборбитална | Успех            |